# Илирски језик (јужнословенски)
Термини илирски језик (лат. lingua illyrica), односно илиријски језик (лат. lingua illyriana), а такође и словенско-илирски језик (лат. lingua slavo-illyrica), представљају посебан скуп симболичних лингвонима, односно старинских назива који су током раног нововековног периода (од 16. до 18. века) употребљавани у ученим круговима, ради означавања јужнославенских језика у ширем смислу или штокавског наречја у ужем смислу.
Такви и слични називи, сковани комбинацијом разних илирских и словенских одредница, били су обликовани и промовисани под утицајем тадашњег обновљеног занимања за античку историју, што је међу ученим људима довело до оживљавања архаичних појмова (Илири, Илирија, Илирик) који су се односили на древну (античку) прошлост разних области на којима су се касније настанили Јужни Словени.
Међу тадашњим ученим људима било је и оних који су отишли и корак даље, настојећи да докажу етничку и језичку везу између античких Илира и потоњих Јужних Словена. Поборници таквих идеја су веровали да су Јужни Словени директни потомци античких Илира, из чега су изводили и разне претпоставке о језичком континуитету, те су стога сматрали да је употреба илирских одредница сасвим оправдана за означавање јужнословенских народа и њихових језика.
Такве идеје су опстајале све до настанка славистике као науке, која је доживела убрзани развој током прве половине 19. века. У међувремену, архаизована употреба илирских одредница у контексту Јужних Словена добила је разноврсне облике, који су посведочени у називима француских Илирских покрајина и потоњег Илирског покрета. Те појаве су дошле до посебног изражаја већ током 18. века у контексту хабзбуршких Срба, који су од стране хабзбуршких државних власти често називани Илирима, што је посведочено и називом Илирске дворске депутације.
Користећи илирско-словенску симболику, поједини књижевници су почевши од 16. века покушали да кодификују савремене јужнословенске говоре у циљу стварања посебног књижевног језика. Главно упориште таквог словенско-илирског језика и књижевности била је дубровачка књижевност, а такође и бококоторска књижевност, са ширим кругом књижевних стваралаца на просторима Млетачке Далмације и залеђа. Један од првих представника био је Динко Златарић, а Бартол Кашић се може сматрати првим кодификатором овог језика. Године 1604. у Риму је објављено његово дело под насловом: Institutionum linguae illyricae. Ту граматику користе као уџбеник исусовци, који су послани у мисије широм Балкана. Бартол Кашић усваја јужнословенско штокавско наречје, односно дубровачки дијалект који му је био добро познат.
Извени религијски аспекти поменутих језичких и књижевних кретања дошли су до посебног изражаја у склопу католичког прозелитизма, који је био интензивиран у периоду између 16. и 18. века, са првенственим усмерењем према православним Србима. У циљу одбране, међу Србима је током 18. веку почео да јача утицај језичких струјања из православне Русије, што је у крајњем исход довело до настнака књижевног славеносрпског језика.